# 開州 (貴州)
开州，中国明朝时设置的州。
洪武四年（1371年），在水西安氏、水东宋氏土司之地设置贵州宣慰司。水东宋氏的亲辖地陈湖十二马头，天顺年间，贵州宣慰司治所从大羊场（今开阳杠寨）移至杨黄寨（今贵州省开阳县城）。崇祯四年（1631年），将副宣慰洪边旧地陈湖十二马头改置为开州，治所杨黄寨，领乖西蛮夷长官司，隶属于贵阳军民府。辖地和今开阳县地略同。康熙二十六年（1687年），改贵阳军民府称贵阳府，开州作为贵阳府属下的散州。民国二年（1913年），废开州，改为开县。民国三年（1914年），因直隶省有开州，四川省有开县，因开州有紫江（洗泥河），开县更名为紫江县，属黔中道。民国十六年（1927年），紫江县直属贵州省政府。民国十九年（1930年），紫江县改称开阳县。